# Agnès Martínez
Agnès Martínez fou una religiosa beguina del segle XV vinculada a Barcelona.
D'origen portuguès, fou filla d'Esteve Martínez. Es va establir a la ciutat de Barcelona a començament del segle xv, encara que no es pot determinar-ne la data exacta. La documentació que fa referència a aquesta beguina abasta el període comprés entre 1408 i 1422.
Va viure a la casa de Na Closa, en companyia d'altres dues beguines. Posteriorment, es va instal·lar en una casa situada prop del monestir de Montalegre, al carrer que anava cap al monestir del Carme. Aquesta casa havia estat llegada per Maria Sa Espluga, amb qui la beguina havia mantingut una estreta relació. Al seu testament Maria l'anomena marmessora dels seus béns, juntament amb els seus fills. Li deixa, a més, 2.000 sous perquè pregue a Déu per la seva ànima.
No va ser aquest l'únic llegat que va rebre. Al llarg dels anys, la beguina va ser destinatària de diverses deixes testamentàries –per a sustentació de la seva vida o perquè pregués per l'ànima dels difunts- fetes per persones molt vinculades a la cort reial, la qual cosa és representativa de les relacions que va mantenir amb figures destacades del patriciat urbà i del gran reconeixement de què va gaudir a la ciutat de Barcelona.
La seva vida pot considerar-se representativa de les activitats pròpies del col·lectiu de les beguines: llibertat de moviments sense límits geogràfics, mediació en la mort, autoritat espiritual i acció social. En aquest últim aspecte, cal destacar el cas de Constancina, una nena de l'hospital que és lliurada a sor Agnès perquè en tingués cura.